# Keskimmäinen Riekkojärvi
Keskimmäinen Riekkojärvi eller Gaskkamuš Rievssatjávri är en sjö i Finland. Den ligger i kommunen Utsjoki i landskapet Lappland, i den norra delen av landet, 1 100 km norr om huvudstaden Helsingfors. Keskimmäinen Riekkojärvi ligger 246 meter över havet. Omgivningarna runt Keskimmäinen Riekkojärvi är i huvudsak ett öppet busklandskap. Arean är 67,9 hektar och strandlinjen är 5,99 kilometer lång. Sjön  ingår i Tana älvs huvudavrinningsområde. 